# Данилкин, Виктор Николаевич
Ви́ктор Никола́евич Дани́лкин (род. 10 октября 1957, с. Калицино, Московская область) — российский юрист, получивший известность как судья на процессе Михаила Ходорковского и Платона Лебедева в 2009—2011 годах.

## Биография

### Работа в МВД
В органах МВД СССР работал с 1978 года. Имеет высшее юридическое образование. В 1988 году окончил Московскую высшую школу милиции МВД СССР (ныне Московский университет Министерства внутренних дел Российской Федерации).
С 1988 по 1996 год — старший следователь по особо важным делам в 1-м районном управлении внутренних дел Центрального административного округа Москвы, затем с 1996 по 2000 год — заместитель начальника следственного отдела этого управления.

### Судейская карьера
Назначен на должность судьи Хамовнического районного суда г. Москвы указом Президента РФ В. В. Путина № 1322 от 15 июля 2000 года. К исполнению своих обязанностей приступил 4 августа 2000 года.
В период с октября 2004 года по ноябрь 2006 года исполнял обязанности председателя Хамовнического районного суда г. Москвы. Указом Президента РФ № 1328 от 30 ноября 2006 года назначен на должность председателя этого же суда.
Указом Президента Российской Федерации № 1429 от 23 октября 2012 года Данилкин Виктор Николаевич назначен на должность председателя Хамовнического районного суда г. Москвы на второй срок полномочий.
Указом Президента Российской Федерации № 573 от 11 октября 2018 года Данилкин Виктор Николаевич назначен на должность председателя Чертановского районного суда г. Москвы.

#### Второй процесс Ходорковского и Лебедева
30 декабря 2010 года Виктор Данилкин признал Михаила Ходорковского и Платона Лебедева виновными по статьям 160 и 174 часть 1, по так называемому «второму делу ЮКОСа», и постановил приговорить их к 13,5 годам заключения.
14 февраля 2011 года председатель Хамовнического суда Москвы Виктор Данилкин опроверг заявление своей помощницы Натальи Васильевой, которая рассказала о давлении на судью при рассмотрении дела Ходорковского и Лебедева. Данилкин назвал слова Натальи Васильевой о том, что он несамостоятельно выносил приговор бизнесменам, клеветой.
В феврале 2011 судья Данилкин в своём интервью заявил, что приговор Михаилу Ходорковскому и Платону Лебедеву был написан им единолично с соблюдением всех норм закона. А угрозы и давление были, скорее, со стороны сочувствующих Ходорковскому: «Непонятные люди какие-то звонили по телефону, узнали мой домашний телефон, заходили на сайт сына, какие-то гадости там размещали. Приходила корреспонденция в мой адрес в Хамовнический суд. В момент оглашения приговора, он оглашался четыре дня, здесь уже были прямые угрозы».

## Награды
- медаль Совета Судей Российской Федерации за безупречную службу.
- медаль 850-летия Москвы.